# Laphria imbellis
Laphria imbellis är en tvåvingeart som beskrevs av Walker 1857. Laphria imbellis ingår i släktet Laphria och familjen rovflugor. Inga underarter finns listade i Catalogue of Life.